# UFC on ABC: Holloway vs. Kattar
UFC on ABC: Holloway vs. Kattar (conosciuto anche come UFC on ABC 1, oppure UFC Fight Island 7) è stato un evento di arti marziali miste tenuto dalla Ultimate Fighting Championship il 16 gennaio 2021 alla Etihad Arena di Abu Dhabi, negli Emirati Arabi.

## Risultati
|                              | Divisione                    |                              |                              |                              | Metodo                                      | Round                        | Tempo                        | Premio                       |
| Card Principale (ABC/ESPN +) | Card Principale (ABC/ESPN +) | Card Principale (ABC/ESPN +) | Card Principale (ABC/ESPN +) | Card Principale (ABC/ESPN +) | Card Principale (ABC/ESPN +)                | Card Principale (ABC/ESPN +) | Card Principale (ABC/ESPN +) | Card Principale (ABC/ESPN +) |
| ---------------------------- | ---------------------------- | ---------------------------- | ---------------------------- | ---------------------------- | ------------------------------------------- | ---------------------------- | ---------------------------- | ---------------------------- |
|                              | Pesi piuma                   | Max Holloway                 | batte                        | Calvin Kattar                | Decisione unanime (50–43, 50–43, 50–42)     | 5                            | 5:00                         | FOTN                         |
|                              | Pesi welter                  | Carlos Condit                | batte                        | Matt Brown                   | Decisione unanime (30–27, 30–27, 30–27)     | 3                            | 5:00                         |                              |
|                              | Pesi welter                  | Li Jingliang                 | batte                        | Santiago Ponzinibbio         | KO (pugno)                                  | 1                            | 4:25                         | POTN                         |
|                              | Pesi medi                    | Alessio Di Chirico           | batte                        | Joaquin Buckley              | KO (calcio alla testa)                      | 1                            | 2:12                         | POTN                         |
|                              | Pesi medi                    | Punahele Soriano             | batte                        | Duško Todorović              | KO (calcio alla testa)                      | 1                            | 2:12                         |                              |
| Card preliminare (ESPN +)    |                              |                              |                              |                              |                                             |                              |                              |                              |
|                              | Pesi gallo femminili         | Joselyne Edwards             | batte                        | Wu Yanan                     | Decisione unanime (30–27, 30–27, 29–28)     | 3                            | 5:00                         |                              |
|                              | Pesi massimi                 | Carlos Felipe                | batte                        | Justin Tafa                  | Decisione non unanime (29–28, 28–29, 29–28) | 3                            | 5:00                         |                              |
|                              | Pesi welter                  | Ramazan Emeev                | batte                        | David Zawada                 | Decisione non unanime (29–28, 28–29, 29–28) | 3                            | 5:00                         |                              |
|                              | Pesi gallo femminili         | Vanessa Melo                 | batte                        | Sarah Moras                  | Decisione unanime (30–27, 29–28, 29–28)     | 3                            | 5:00                         |                              |
|                              | Pesi piuma                   | Austin Lingo                 | batte                        | Jacob Kilburn                | Decisione non unanime (30–26, 30–26, 30–27) | 3                            | 5:00                         |                              |

## Premi
I lottatori premiati ricevettero un bonus di 50.000 dollari.
Legenda:
- FOTN: Fight of the Night (vengono premiati entrambi gli atleti per il miglior incontro dell'evento)
- POTN: Performance of the Night (viene premiato il vincitore per la migliore performance dell'evento)